# مقاطعة سيميلي
مقاطعة سيميلي (بالتشيكية: Okres Semily)‏ هي مقاطعة (أوكريس) في إقليم ليبيريتس في جمهورية التشيك.
عاصمة هذه المقاطعة هي مدينة سيميلي.

## اقرأ أيضاً
- مقاطعات جمهورية التشيك